# Tiro esportivo nos Jogos Pan-Americanos de 2015 - Pistola 50 m masculino
A categoria da pistola 50 m masculino foi um dos eventos do tiro esportivo nos Jogos Pan-Americanos de 2015, em Toronto. Foi disputada no dia 17 de julho no Pan Am Shooting Centre em Innisfil. 

## Calendário
Horário local (UTC-4)
| Data        | Horário | Fase         |
| ----------- | ------- | ------------ |
| 17 de julho | 09:15   | Qualificação |
| 17 de julho | 13:30   | Final        |

## Medalhistas
| Ouro   | BRA Júlio Almeida  |
| Prata  | CUB Jorge Grau     |
| Bronze | PER Marko Carrillo |

## Resultados

### Qualificação
| Pos. | Atirador                 | Nacionalidade            | 1  | 2  | 3  | 4  | 5  | 6  | Total   | Notas |
| ---- | ------------------------ | ------------------------ | -- | -- | -- | -- | -- | -- | ------- | ----- |
| 1    | Jorge Grau               | CUB Cuba                 | 93 | 93 | 91 | 95 | 94 | 91 | 557-10x | Q     |
| 2    | Stênio Yamamoto          | BRA Brasil               | 93 | 93 | 89 | 93 | 88 | 91 | 547-08x | Q     |
| 3    | Rudolf Knijnenburg       | BOL Bolívia              | 94 | 95 | 90 | 89 | 90 | 89 | 547-06x | Q     |
| 4    | Marko Carrillo           | PER Peru                 | 89 | 90 | 89 | 91 | 92 | 94 | 545-04x | Q     |
| 5    | Alex Peralta             | COL Colômbia             | 87 | 92 | 87 | 93 | 91 | 91 | 541-04x | Q     |
| 6    | Júlio Almeida            | BRA Brasil               | 94 | 92 | 90 | 91 | 84 | 88 | 539-07x | Q     |
| 7    | Nick Mowrer              | USA Estados Unidos       | 94 | 90 | 85 | 92 | 89 | 88 | 538-06x | Q     |
| 8    | Gustavo Yaunner          | CUB Cuba                 | 82 | 89 | 91 | 93 | 93 | 87 | 535-08x | Q     |
| 9    | Mario Vinueza            | ECU Equador              | 91 | 90 | 87 | 86 | 95 | 86 | 535-05x |       |
| 10   | Edilio Centeno           | VEN Venezuela            | 88 | 92 | 90 | 91 | 92 | 90 | 533-06x |       |
| 11   | Maurilio Morales         | MEX México               | 80 | 94 | 89 | 92 | 89 | 88 | 532-04x |       |
| 12   | Mark Hynes               | CAN Canadá               | 90 | 90 | 90 | 90 | 91 | 81 | 532-04x |       |
| 13   | Fernando Pozo Neira      | ECU Equador              | 92 | 91 | 89 | 87 | 83 | 89 | 531-05x |       |
| 14   | Giovanni Gonzalez Rivera | PUR Porto Rico           | 92 | 84 | 87 | 84 | 94 | 90 | 531-01x |       |
| 15   | David Muñoz              | PAN Panamá               | 89 | 89 | 87 | 87 | 88 | 90 | 530-06x |       |
| 16   | Enrique Arnaez           | PER Peru                 | 92 | 90 | 84 | 85 | 88 | 90 | 529-04x |       |
| 17   | Jason Turner             | USA Estados Unidos       | 88 | 86 | 88 | 89 | 91 | 86 | 528-05x |       |
| 18   | Marcos Núñez             | VEN Venezuela            | 93 | 86 | 88 | 87 | 86 | 82 | 522-05x |       |
| 19   | Jose Castillo Aguilar    | GUA Guatemala            | 82 | 90 | 86 | 86 | 90 | 87 | 521-08x |       |
| 20   | Roger Daniel             | TTO Trinidad e Tobago    | 91 | 84 | 86 | 92 | 85 | 83 | 521-03x |       |
| 21   | Manuel Sanchez           | CHI Chile                | 84 | 89 | 89 | 85 | 86 | 87 | 520-05x |       |
| 22   | Sergio Sánchez           | GUA Guatemala            | 88 | 84 | 88 | 87 | 88 | 81 | 516-05x |       |
| 23   | Sebastian Lobo           | ARG Argentina            | 86 | 90 | 88 | 81 | 87 | 83 | 515-07x |       |
| 24   | Josue Hernandez Caba     | DOM República Dominicana | 84 | 76 | 82 | 85 | 92 | 85 | 504-04x |       |
| 25   | Jorge Pimentel           | ESA El Salvador          | 84 | 87 | 76 | 79 | 92 | 85 | 503-03x |       |
| 26   | Francisco Yanisselly     | PAN Panamá               | 80 | 72 | 83 | 89 | 82 | 91 | 497-05x |       |

### Final
| Pos.              | Atirador           | Nacionalidade      | 1                  | 2                  | 3              | 4             | 5              | 6             | 7             | 8              | 9             | Total | Notas |
| ----------------- | ------------------ | ------------------ | ------------------ | ------------------ | -------------- | ------------- | -------------- | ------------- | ------------- | -------------- | ------------- | ----- | ----- |
| Medalha de ouro   | Júlio Almeida      | BRA Brasil         | 29.6 9.7 9.9 10.0  | 59.7 10.0 10.6 9.5 | 79.0 9.5 9.8   | 97.6 8.7 9.9  | 115.6 8.8 9.2  | 133.3 8.0 9.7 | 152.2 9.2 9.7 | 169.8 7.1 10.5 | 189.1 9.8 9.5 | 189.1 | FPR   |
| Medalha de prata  | Jorge Grau         | CUB Cuba           | 28.6 10.1 9.9 8.6  | 57.8 9.5 9.6 10.1  | 78.3 10.1 10.4 | 94.6 9.4 6.9  | 114.2 9.6 10.0 | 131.4 8.5 8.7 | 149.8 9.2     | 169.4 10.3 9.3 | 186.8 8.3 9.1 | 186.8 |       |
| Medalha de bronze | Marko Carrillo     | PER Peru           | 28.5 9.7 8.7 10.1  | 57.5 10.0 9.7 9.3  | 76.0 8.9 9.6   | 95.2 9.1 10.1 | 115.5 10.7 9.6 | 132.7 8.8 8.4 | 152.0 9.8 9.5 | 165.9 7.4 6.5  | 165.9         | 165.9 |       |
| 4                 | Gustavo Yaunner    | CUB Cuba           | 29.8 9.2 10.6 10.0 | 56.2 10.0 8.6 7.8  | 76.2 10.0 10.0 | 95.5 8.7 10.6 | 112.4 8.1 8.8  | 130.3 8.6 9.3 | 148.2 8.2 9.7 | 148.2          | 148.2         | 148.2 |       |
| 5                 | Nick Mowrer        | USA Estados Unidos | 30.3 10.4 9.0 10.9 | 58.2 8.5 9.0 10.4  | 77.2 9.4 9.6   | 93.6 8.9 7.5  | 112.6 10.3 8.7 | 129.9 9.3 8.0 | 129.9         | 129.9          | 129.9         | 129.9 |       |
| 6                 | Rudolf Knijnenburg | BOL Bolívia        | 28.3 9.1 10.2 9.0  | 58.2 8.8 10.5 10.6 | 77.6 9.6 9.8   | 94.9 8.0 9.3  | 107.8 8.4 4.5  | 107.8         | 107.8         | 107.8          | 107.8         | 107.8 |       |
| 7                 | Stênio Yamamoto    | BRA Brasil         | 27.8 9.4 9.4 9.0   | 57.8 9.6 9.9 10.5  | 72.9 10.1 5.0  | 89.8 9.4 7.5  | 89.8           | 89.8          | 89.8          | 89.8           | 89.8          | 89.8  |       |
| 8                 | Alex Peralta       | COL Colômbia       | 28.4 9.9 8.6 9.9   | 54.0 7.2 9.7 8.7   | 70.0 7.1 8.9   | 70.0          | 70.0           | 70.0          | 70.0          | 70.0           | 70.0          | 70.0  |       |